# Gent Jazz Festival
Das Gent Jazz Festival ist ein jährlich an zehn Tagen im Juli in Gent stattfindendes internationales Jazz-Festival.

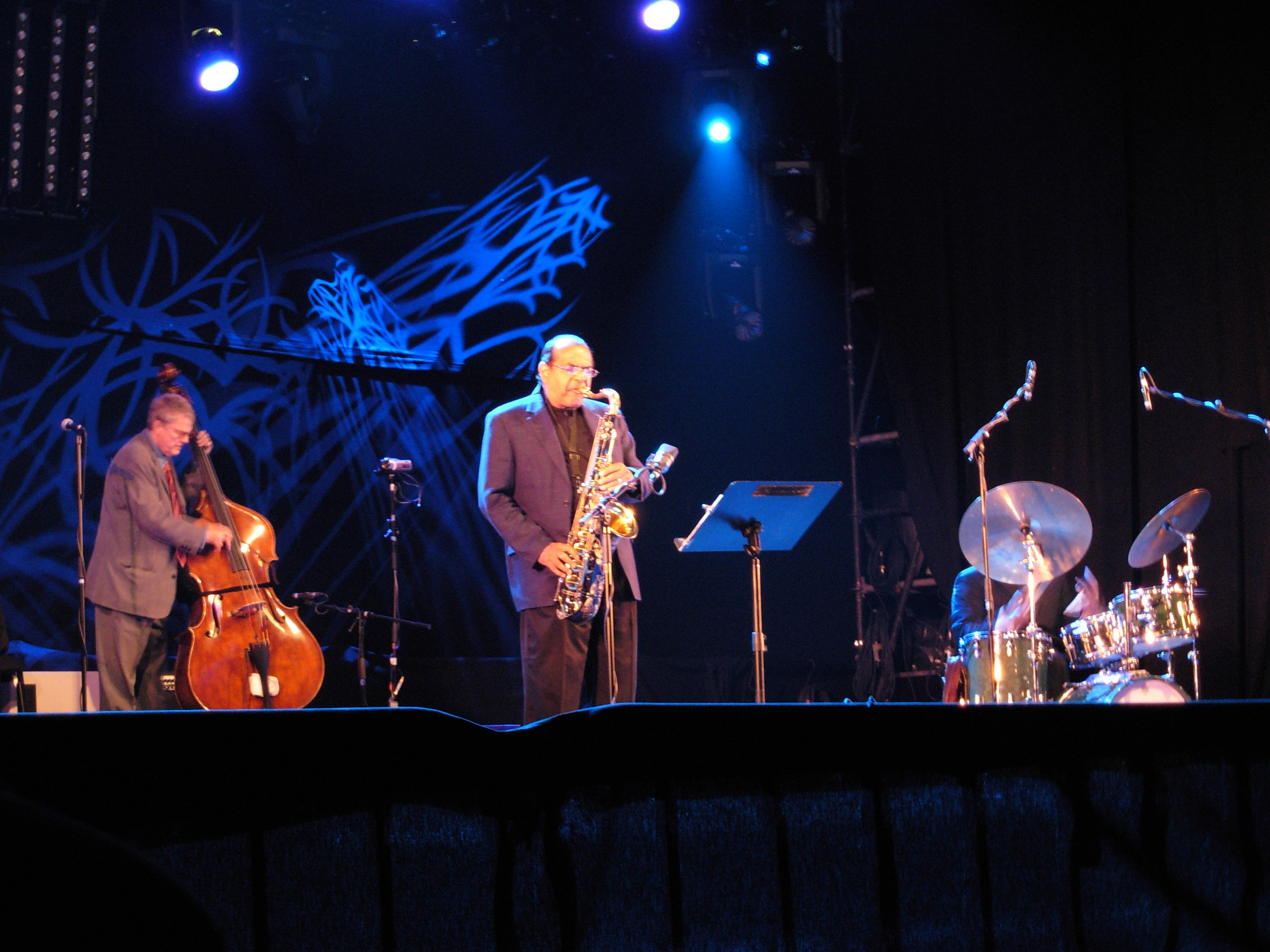
Charlie Haden mit seinem Quartet West auf dem Blue Note Festival in Gent 2007

Es begann 2001 als Blue Note Festival (ab 2006 Blue Note Records Festival) und entwickelte sich zu einem der führenden Jazzfestivals in Belgien. Pro Jahr kommen rund 35.000 Besucher (2012). Seit 2008 heißt es Gent Jazz Festival.
Es war anfangs auf zwei Wochenenden verteilt, das erste mit Schwerpunkt Jazz (All that Jazz), das zweite auch mit anderen Musikrichtungen (All that Jazz ?).
Beim Festival 2002 traten unter anderem Erik Truffaz, Nathalie Loriers, Elvin Jones, Abdullah Ibrahim, Toots Thielemans, Stefano Di Battista, Stacey Kent und Maceo Parker auf.
Im Jahr 2008 traten unter anderem Erykah Badu, Wayne Shorter, Herbie Hancock, Marcus Miller und Diana Krall auf, 2010 Ornette Coleman und 2011 Sonny Rollins.
2012 traten Melody Gardot, Brad Mehldau, Damien Rice, Rodrigo y Gabriela und Paco de Lucía auf.
2013 traten John Zorn, Diana Krall, Bryan Ferry mit Bobby Womack, das Avishai Cohen Quartett mit Stefano Bollani, Martial Solal und Madeleine Peyroux, Dee Dee Bridgewater mit Ramsey Lewis, Elvis Costello, Jamie Cullum und José James, Joe Lovano und das Brussels Jazz Orchestra auf.
Sie sind Mitglied der International Jazz Festival Organization (IJFO).